# 掛川公岳
掛川 公岳（かけがわ きみたけ、1964年12月15日 - ）は、日本の男性俳優・声優。

## 来歴・人物
埼玉県出身。1988年に劇団テアトルエコー付属養成所本科に入所、翌年専科に進級。1990年にテアトル・エコーに入団。
その後、1993年にテアトル・エコーを退団し、優企画、ティーエムオーを経て、2003年から2012年5月までマウスプロモーションに所属していた。

## 出演

### テレビドラマ
- 火曜サスペンス劇場「女検事 霞夕子」
- 金曜エンタテイメント「炎の料理人」
- 幸福の予感
- 青龍伝説
- Dear ウーマン

### 映画
- 深い河
- もうDEBUなんて言わせない

### テレビアニメ
2003年
- NARUTO -ナルト-（従者）

2004年
- エルフェンリート（狙撃兵）
- KURAU Phantom Memory（男3、GPO操縦士、所員4、漁師B）
- 攻殻機動隊 S.A.C. 2nd GIG（見張り）
- 蒼穹のファフナー Dead Aggressor（隊員）
- 無人惑星サヴァイヴ（作業員1）
- 焼きたて!!ジャぱん（SP）
- ルパン三世 盗まれたルパン 〜コピーキャットは真夏の蝶〜

2005年
- JINKI:EXTEND（整備員A）

2006年
- 交響詩篇エウレカセブン（没落貴族）

### ドラマCD
- サクラ大戦
- ひそやかな情熱

### 吹き替え
- ウインドトーカーズ
- WITHOUT A TRACE/FBI 失踪者を追え!（キース、カーク）
- オルガミ〜罪
- S.A.S. 英国特殊部隊
- ザ・ホワイトハウス3
- 三国志
- CSI:3 科学捜査班
- シャーロック・ホームズ
- 笑傲江湖（黒白子）
- 12日の木曜日
- 少年フォンフェイフォン
- セマナ〜血の7日間
- ダラス
- 夏の香り
- PQ-17〜対Uボート海戦
- 復活 ドラゴン危機一発
- 冒険王
- ホェン イン ローマ
- ホテリアー
- 名探偵モンク3
- リーグ・オブ・レジェンド/時空を超えた戦い
- リーサルニンジャ
- ロスト・イン・トランスレーション

### 吹き替え（アニメ）
- スターゲイト
- スパイダーマン 新アニメシリーズ
- スペースレンジャー バズ・ライトイヤー
- ぞうのババール ババール・ザ・ムービー

### 舞台
- アンクル・トム
- カミーユ・クローデル
- サンシャイン・ボーイズ（ニール・サイモン）
- 匿名シネマ（岡本蛍）
- ピンクレインの娘（桐生裕狩）
- 雰囲気のある死体（別役実）
- 名医先生（ニール・サイモン）